# پل نبل
پل نبل (انگلیسی: Paul Nebel؛ زادهٔ ۱۰ اکتبر ۲۰۰۲) بازیکن فوتبال اهل آلمان است که در حال حاضر برای باشگاه فوتبال  ماینتس ۰۵ بازی می‌کند. 
وی همچنین در تیم‌های ملی فوتبال زیر ۱۵، زیر ۱۶، زیر ۱۷، زیر۱۹، زیر ۲۰ و زیر ۲۱ سال آلمان بازی کرده است.